# 魏乐唐
魏乐唐（英語：John Way，1921年—2012年），号伯陶，书法家，篆刻家，著名画家，浙江余姚马渚人。魏乐唐1956年赴美国，是旅美华人中第一代抽象画家，是华人中最早致力于20世纪现代抽象艺术的画家。魏乐唐致力于探索中西文化艺术的交融。他的作品完美地结合了法國印象派的色彩，美國抽象表現主義的格局，和中國書法的氣韻。

海外華人抽象先驅中，趙無極、朱德群、魏樂唐、陳蔭羆、趙春翔等五人，是華人抽象繪畫的代表性指標。其中趙無極、朱德群、魏樂唐、陳蔭羆更被譽為是華人抽象畫的「四大天王」，他們的風格明確，各擅其揚。

## 经历

### 早年
魏樂唐1921年出生於上海，自幼鑽研書法，特別是在周秦彝銘、魏漢碑誌方面卓然有成，深受于右任勉勵讚賞。以創作抽象書法的繪畫最為著名，作品運用油彩的豐富層次感，把中國書法和西方抽象表現主義結合，別樹一格。1937年，十六歲的魏樂唐於上海大新畫廊舉辦書法個展，于右任、張大千、趙叔孺、劉海粟、何香凝、吳湖帆、王一亭等著名書畫家都為他題辭，多所肯定。往後從上海到香港，再到美國，魏樂唐與張大千等名家持了數十年相知相惜的友誼。
祖籍浙江余姚，父亲为海上知名收藏家。1931年，师从李仲乾，学习书法。1946年，更在上海中國畫院举办个展。

### 香港时期
1949年，全家定居香港。1951年起，作品连续五次入选香港年度画展，一举在香港画界成名，加入香港美术协会。

### 美国时期
1956年，远赴美国，定居波士顿，开始专注于现代抽象艺术。開始學習抽象繪畫，魏樂唐跟隨理查．弗利波斯基(Richard Fllipowski)學習包浩斯學派的抽象藝術表現手法。魏樂唐一面學習，一面嘗試創作，一種魏樂唐式的東方抽象表現繪畫，即將呈現在世人眼前。 1957年，入麻省理工学院，学习机械工程，研究美国抽象绘画。一九六O年代選擇創作抽象畫，他的油畫作品色彩斑斕，表現出獨特的空間感和深度。其特色在於運用深色油彩在紙上寫上蒼老古拙的筆觸，使畫面表現出強而有力的震撼，又不失細微巧妙的即興筆法。1960年，举办納思畫廊個展（美国波士顿）。1963年，貝得遜畫廊個展（波士顿）。同年入选“新英倫現代藝術展”（波士顿大学主办）和“轉向和平藝術展”（波士顿美术界主办）。1964年，作品入选波士顿艺术博览会。1965年，一九六五年入選參展波士頓當代美術館的「不用畫筆的畫作」聯展中，與多位國際當代大師如哈同、帕洛克、安迪・華荷一同展出。他以新颖构思和高超画技获得美国主流美术界承认。1968年，入选马萨诸塞州狄可度浮美術博物館和波士顿马萨诸塞州学院。1973年，迁居加州旧金山湾区南湾。

### 国际影响
1975年，寓居法国巴黎，并系统学习欧洲画技和理论。1977年，于德国海德堡举办个人画展。1981年，台灣歷史博物館举办“旅美畫家魏樂唐個展”。1984年，于舊金山美術專科大學畫廊主办个展。1985年，再赴法国巴黎，作品入选“一九八五年國際沙龍展”。1991年，于上海朵雲軒國家畫廊举办“魏樂唐書畫篆刻展”。1993年，作品入选邁阿密現代藝術博物館之“國際藝術雙年展”。1994年，于舊金山瑞曼畫廊举办個展。1997年，作品入选瑞士日內瓦之“九九七國際文藝沙龍博覽會”，作品获广泛好评，瑞士政府出版邮票纪念之。同年，《向魏樂唐致敬》入编《國際藝術辭典》（瑞士出版）。2000年，作品入选瑞士日內瓦國際藝術大展，作品发行为瑞士出版之邮票。2001年，于上海美術館举办“八十回顧展”。2004年，举办“影與勢”威廉國際藝術個展。

## 荣誉
- 1997年獲列入《國際藝術辭典》
- 1997年，瑞士政府发行其主体绘画邮票。
- 1998年，荣获義大利藝術學院頒贈之最高榮譽教授頭銜。
- 2000年，获邀参加瑞士日内瓦千禧年「國際藝術大展」，作品发行为邮票[3]。
- 其油畫作品於2000、2002及2004年獲瑞士「國際藝術名人錄」選印為郵票。

## 著作
- 1968年，香港出版《毛公鼎》（魏樂唐書法從刊之一）。
- 1986年，湖北省美術出版社出版《甲骨文聯集》（書法叢刊之二）。
- 1991年，上海書畫出版社出版《草书千字文》（書法叢刊之三）。
- 1999年，出版《瘞鶴銘》（上海，書法叢刊之四）。